# Craig Parkinson
Craig Parkinson, 11 mars 1976 i Blackpool, är en brittisk skådespelare.
Parkinson har bland annat medverkat i TV-serierna Grace (2021-2023). Han har även medverkat i filmerna Control från 2007 och Four lions från 2010.

## Filmografi (i urval)
- 2007 – Control
- 2008 – The Other Man
- 2010 – Four lions
- 2021–2023 – Grace (TV-serie)